# Краснобаев, Николай Иванович
Николай Иванович Краснобаев (28 июля 1900 года, с. Ташла, ныне Ташлинский район, Оренбургская область — неизвестно) — советский военный деятель, полковник (1939 год).

## Начальная биография
Николай Иванович Краснобаев родился 28 июля 1900 года в селе Ташла ныне Ташлинского района Оренбургской области.

## Военная служба

### Гражданская война
В феврале 1918 года призван в ряды РККА и направлен в 28-й стрелковый Уральский полк, а в апреле того же года направлен на учёбу в Оренбургскую школу военных инструкторов, которая вскоре была передислоцирована в Ташкент. Во время учёбы принимал участие в боевых действиях против вооружённых формирований под командованием А. И. Дутова в районе Актюбинска и Орска. После окончания школы назначен на должность командира роты в составе 1-го Тургайского стрелкового полка (31-я стрелковая дивизия), после чего участвовал в боях против войск под командованием А. В. Колчака в районе Бузулука и Уфы. 17 июня 1919 года при форсировании реки Уфа был ранен и после выздоровления в июле направлен на учёбу на курсы старших и штабных начальников при штабе 5-й армии в Челябинске. После окончания курсов Краснобаев направлен в 39-й стрелковый полк (5-я стрелковая дивизия, Западный фронт), в составе которого, находясь на должностях командира роты и батальона, принимал участие в боевых действиях в районе Лепеля и на реке Березина. 20 мая 1920 года в районе деревни Березниевка был ранен. За боевые отличия в этом бою, проявленные мужество и героизм Николай Иванович награждён орденом Красного Знамени.
После излечения в августе 1920 года назначен на должность командира батальона в составе 207-го стрелкового полка (23-я стрелковая дивизия, Южный фронт), после чего принимал участие в боевых действиях против войск под командованием П. Н. Врангеля. В сентябре у села Вербовое в районе Малого Токмака вновь был ранен, после чего лечился в Харькове. По выздоровлении вернулся в 23-ю стрелковую дивизию, где служил на должностях помощника начальника штаба 68-й стрелковой бригады и помощника командира по строевой части 204-го стрелкового полка.
С февраля 1921 года состоял для поручений при штабе 7-й бригады 3-й Крымской стрелковой дивизии и принимал участие в боевых действиях против войск под командованием Н. И. Махно в районе Мелитополя и Серогоз.

### Межвоенное время
В ноябре 1921 года направлен в штаб ЧОН Киргизской республики, где служил на должностях начальника отдела службы отрядов и помощника начальника отдела по организационно-мобилизационной части, а вскоре назначен командиром роты ЧОН в Оренбурге.
В октябре 1922 года направлен на учёбу в Высшую тактико-стрелковую школу комсостава РККА, которая в октябре 1924 года была преобразована в курсы «Выстрел». После окончания курсов Н. И. Краснобаев назначен на должность командира 100-го стрелкового полка в составе 34-й стрелковой дивизии, дислоцированной в Уфе.
В сентябре 1925 года направлен на учёбу в Военную академию имени М. В. Фрунзе, после окончания которой в июне 1929 года назначен на должность помощника начальника штаба 46-й стрелковой дивизии (Украинский военный округ), в апреле 1930 года — на должность помощника начальника 5-го отдела штаба Украинского военного округа, а в ноябре 1931 года — на должность начальника штаба Управления ПВО пункта Харькова.
В феврале 1932 года направлен на учёбу на курсы усовершенствования старшего начсостава ПВО в Ленинграде, после окончания которых в мае того же года назначен на должность начальника пункта ПВО, в марте 1936 года — на должность помощника начальника отдела ПВО Харьковского военного округа, а в августе 1939 года — на должность начальника штаба 116-й стрелковой дивизии, формировавшейся в Харьковском военном округе.

### Великая Отечественная война
С началом войны дивизия вела приграничные боевые действия в составе 9-й армии (Южный фронт), а затем — на винницком направлении в ходе Киевской оборонительной операции.
В сентябре 1941 года назначен на должность начальника отдела боевой подготовки штаба 38-й армии, которая отступала по направлении на Полтаву, Волчанск и Валуйки, а с декабря вела оборонительные боевые действия на рубеже Валуйки, Купянск.
В феврале 1942 года назначен на должность заместителя командира 300-й стрелковой дивизии, а 7 марта — на должность командира 78-й стрелковой дивизии, формировавшейся в Самарканде, а в апреле передислоцированной в Кострому.
16 мая полковник Краснобаев назначен на должность командира 273-й стрелковой дивизии, формировавшейся в Подольске (Московская область). По завершении формирования к 3 сентября дивизия была передислоцирована в район Усмань, Рякань, Хреновое с включением в состав 40-й армии, а в период с 10 по 14 сентября была передана в состав 1-й гвардейской армии (Сталинградский фронт). 16 сентября 1942 года полковник Николай Иванович Краснобаев был тяжело ранен, после чего лечился в госпиталях Челябинска и Молотова.
После выздоровления в феврале 1943 года назначен на должность начальника Камышловского пехотного училища.

### Послевоенная карьера
После окончания войны находился на прежней должности.
18 октября 1946 года освобождён от занимаемой должности, после чего находился в распоряжении Управления кадров Сухопутных войск.
В январе 1947 года направлен в Военную академию имени М. В. Фрунзе для использования на преподавательской работе. В январе 1948 года назначен на должность преподавателя по оперативно-тактической подготовке — тактического руководителя учебной группы основного факультета, в октябре 1949 года — на должность старшего преподавателя кафедры общей тактики, а в сентябре 1953 года — на должность старшего преподавателя группы методики боевой подготовки этой же кафедры.
Полковник Николай Иванович Краснобаев в ноябре 1954 года вышел в запас

## Награды
- Орден Ленина (30.04.1945);
- Четыре Орден Красного Знамени (1920, 16.11.1943Ю 22.02.1944, 21.02.1945);
- Медали.